# 大哈登医院站
大哈登医院站（德語：U-Bahnhof Klinikum Großhadern）是慕尼黑地铁6号线位于慕尼黑哈登的终点站。该站毗邻大哈登医院和慕尼黑大学医学院。